# فيوليت كين
فيوليت كين هي رسامة كندية، ولدت في 1893، وتوفيت في 10 مايو 1987.